# Nialé Kaba
Pour les articles homonymes, voir Kaba.
Nialé Kaba, née en 1962 à Bouko, est une femme politique ivoirienne. Ministre déléguée chargée de l’Économie et des Finances, de 2012 à 2016, puis ministre du Plan et du Développement ; elle est ministre de l'Économie, du Plan et du Développement depuis le 18 octobre 2023 au sein du gouvernement Beugré Mambé.
Le Diplôme d`Ingénieur Statisticien Economiste et un Diplôme d`Etudes Approfondies en Economie Internationale / Economie du Développement au CESD de Paris à l`Université Paris 1 Panthéon Sorbonne, c’est en 1989 qu’elle les obtient.

## Biographie

### Formation
Elle obtient en 1981 un baccalauréat, série C. En 1989, elle obtient une maîtrise en sciences économiques de université d'Abidjan-Cocody. Nialé Kaba poursuit ses études à Paris, où elle obtient successivement un diplôme d'ingénieur en statistiques économiques au Centre européen de formation des statisticiens économistes des pays en voie de développement (CESD) de Paris à l'université Panthéon-Sorbonne et un diplôme d’études approfondies en économie internationale et économie du développement à l’université Panthéon-Sorbonne,,.
En 1993, elle est diplômée de l’Institut du Fonds monétaire international, en gestion de la politique économique.

### Carrière professionnelle
Nialé Kaba commence par enseigner la macroéconomie à l’École nationale supérieure de statistique et d’économie appliquée.
Elle occupe, de 1991 à 2000, les postes de chargée d'études puis de chef de cabinet du Premier ministre. Elle est ensuite directrice de cabinet adjoint au ministère de l’Économie et des Finances en 2000 avant d'occuper, de 2003 à 2005, le poste de directeur de cabinet du ministre de l'artisanat et de l'encadrement du secteur informel.
Enfin, elle exerce, de 2005 à 2007, le poste de directeur général de Côte d'Ivoire Tourisme. En 2011 à 2012, elle fait son entrée au gouvernement en tant que ministre de la Promotion du Logement.

## Carrière politique
Avant l'arrivée d'Alassane Ouattara à la présidence de la Côte d'Ivoire, Nialé Kaba travaille à la Primature de 1991 à 1996 sur les questions fiscales et budgétaires et est ministre de la Promotion du logement de Côte d'Ivoire
Du 22 novembre 2012 au 12 janvier 2016, Nialé Kaba exerce la fonction de ministre délégué auprès du Premier ministre, chargée de l’Économie et des Finances en Côte d'Ivoire,,.
Depuis le 13 janvier 2016, Nialé Kaba est la ministre du Plan et du Développement en Côte d'Ivoire reconduite dans le gouvernement de Robert Beugré Mambé en 2023.

## Affaire judiciaire
En 2014, une enquête judiciaire est ouverte à la suite de la plainte de Tiémoko Assalé, directeur général de L'Éléphant déchaîné, hebdomadaire satirique. Il met en cause Moussa Traoré, directeur des rédactions du quotidien L'Expression et Wakili Alafé, gérant de l’entreprise de presse Socef-Ntic, éditrice du quotidien L'Intelligent d'Abidjan. Selon lui, ses confrères auraient tenté de le corrompre au nom de Nialé Kaba. La ministre dément les propos, tandis que les journalistes incriminés sont suspendus de leurs activités durant 6 mois.

## Divers
En 2015, elle fait partie du « Top 50, des femmes les plus puissantes d’Afrique », selon l'hebdomadaire panafricain Jeune Afrique, qualifiée de « ministre au mérite ».